# Wasserschloss Eilhausen
Koordinaten: 51° 26′ 21″ N, 8° 57′ 10″ O
Das Wasserschloss Eilhausen ist eine abgegangene Wasserburg in der Gemarkung des Bad Arolsener Stadtteils Kohlgrund im nordhessischen Landkreis Waldeck-Frankenberg. Heute existieren keinerlei Reste mehr.

## Geographie
Das Anwesen befand sich an der Stelle des landwirtschaftlich genutzten Guts Eilhausen etwa 8 km nordnordwestlich der Kernstadt von Bad Arolsen und etwa 800 m nordöstlich von Kohlgrund auf 260 m Höhe über NHN auf einem inselartig von der Orpe umflossenen Grundstück. Die Landesstraße L 3198 führt im Bogen unmittelbar östlich und nördlich um dieses Grundstück herum.

## Geschichte

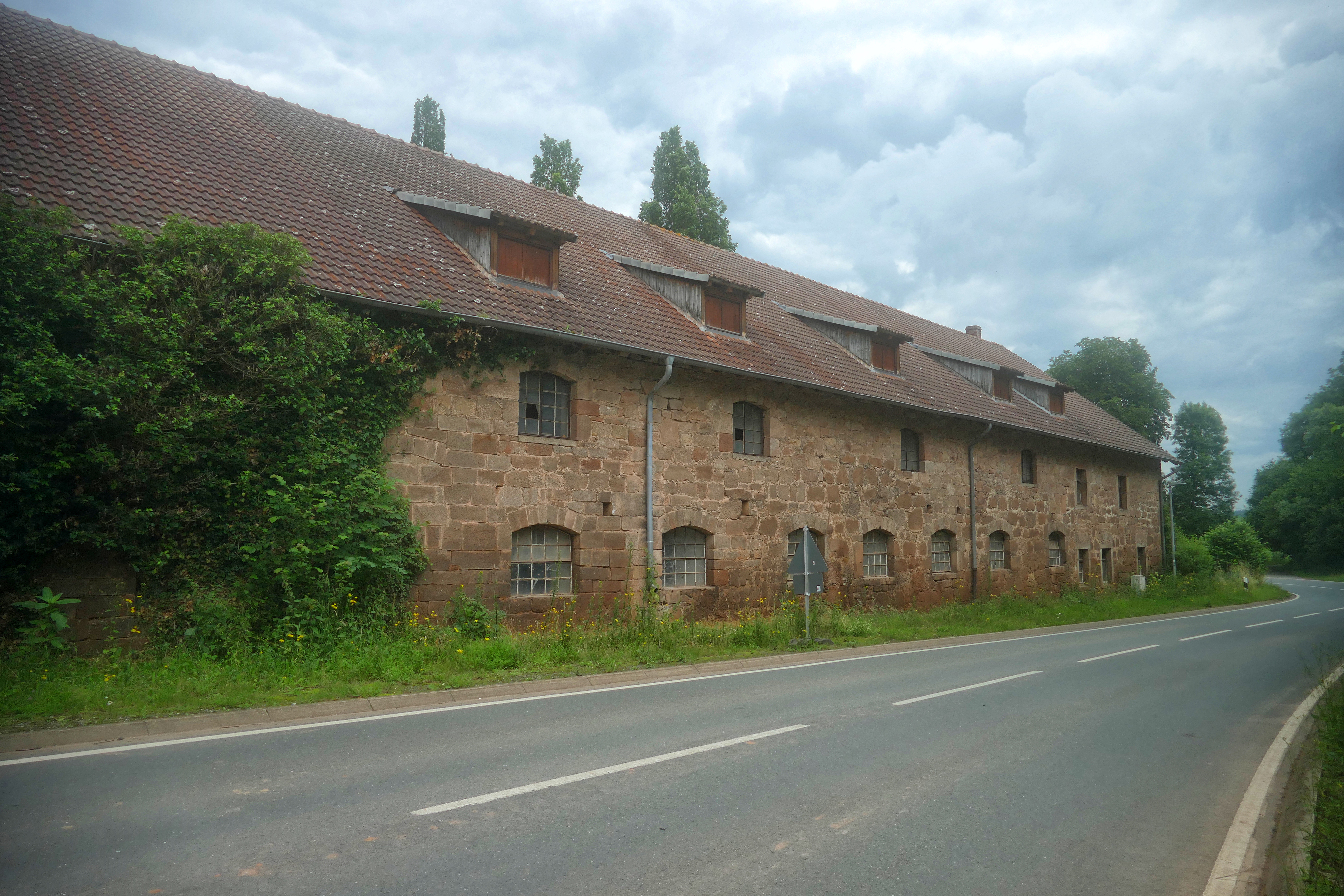
Gut Eilhausen, altes Stallgebäude (2021)

Der Kern der ursprünglichen Anlage wurde von der Abtei Corvey errichtet und im Jahre 1125 erstmals schriftlich erwähnt. Ab 1339 besaßen die Grafen von Waldeck Eilhausen als Corveyer Lehen. Im Jahre 1537 wurde Eilhausen noch als Meierei mit rund 347 Morgen Größe erwähnt. Im gleichen Jahr, bei der Teilung der Grafschaft Waldeck-Eisenberg unter den Söhnen Philipps III. zwischen Wolrad II. von Waldeck-Eisenberg und Johann I. von Waldeck-Landau, wurde jedoch erstmals auch das „Haus Eilhausen“ erwähnt. Der in Eilhausen geborene Wolrad II. hatte dort den Bau der von der Orpe und einer Gräfte umflossenen Wasserburg begonnen. Die genauen Daten des Schlossbaues sind nicht bekannt, aber an einem ehemaligen Stallgebäude ist das Jahr 1542 eingraviert, und vermutlich wurde das Schloss um 1539 fertiggestellt. Fast 30 Jahre lang, von 1547 bis zu seinem Tod im Jahre 1578, war das Schloss Residenz Wolrads.

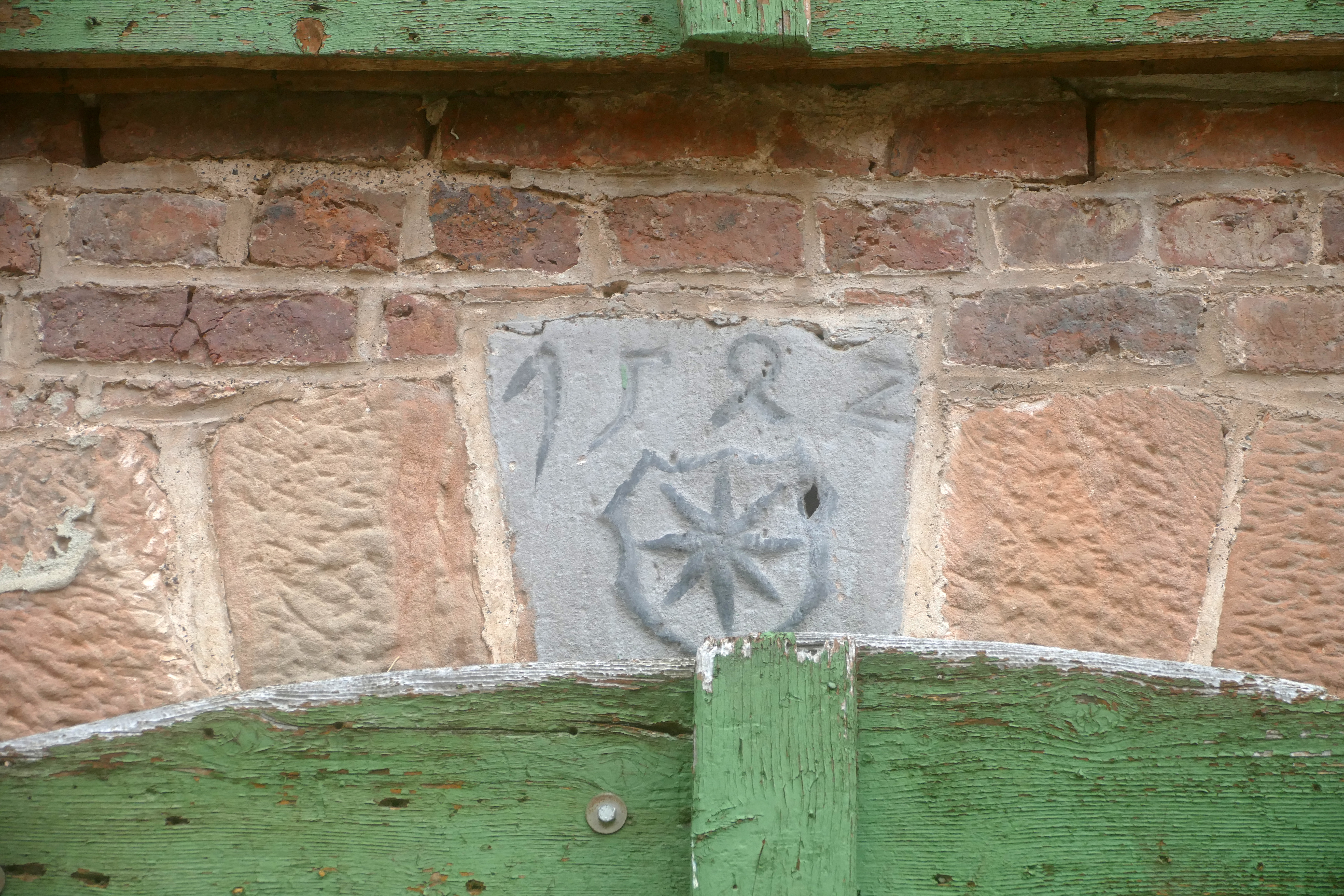
Jahreszahl 1542 und Waldecker Wappen am alten Stallgebäude

Ab 1538 war das Schloss auch Sitz des waldeckischen Amtmannes für das bis 1814 bestehende Amt Eilhausen.
In Matthäus Merians 1655 veröffentlichter Topographia Hassiae et Regionum Vicinarum heißt es: „Eilhausen ist ein schön Schloß / welches das Wasser Urba gleichsamb theilet.“ Aber bereits 1656 beauftragte Graf Georg Friedrich den holländischen Zimmer- und Baumeister Peter Jeanson, der von 1647 bis 1654 das Schloss Rhoden erbaut hatte, mit einer grundlegenden Erneuerung des Schlosses. Im Verlauf dieser Arbeiten wurden auch neue Wirtschaftsbauten errichtet und eine Allee in Richtung Kohlgrund angelegt.

## Abgang
Der waldeckische Wirkliche Rat und spätere Kanzler Friedrich August von Klettenberg schrieb 1713 im von ihm verfassten Waldeckischen Helden- und Regentensaal .....: „Elhusen ist ein schönes Gräfliches Schloß, so den Fluß, die Urb, gleichsam voneinander theilet.“ In der aktualisierten handschriftlichen Version von 1738 hieß es dann jedoch nur noch: „ein ehemaliges, schönes lustig gelegenes gräfl. Wald. Schloß.“ Die Anlage war zu dieser Zeit offensichtlich bereits abgebrochen und an gleicher Stelle wurde eine Meierei errichtet. Der Wassergraben wurde 1750 verfüllt. Im 1753 aufgestellten Brandkataster ist das Schloss nicht mehr erwähnt, lediglich das zur Meierei gehörige Wohnhaus. Dies wurde 1816 wegen Baufälligkeit abgetragen und durch das von Baudirektor Friedrich Theodor Escher (1768–1832) errichtete heutige Herrenhaus ersetzt, einen zweigeschossigen verputzten Fachwerkbau mit Mansardwalmdach und zentralem Zwerchhaus an der Südwestseite.